# Sander Keller
Sander Keller est un footballeur néerlandais né le 18 septembre 1979 à Amsterdam. Il est défenseur.

## Carrière
Né à Amsterdam, Sander Keller commence sa carrière dans son club local, Zeeburgia, à l'âge de six ans. Il joue pour l'équipe régulièrement avant d'être repéré par l'AFC Ajax. 
Un an plus tard, il rejoint le centre de formation de l'Ajax Amsterdam et commence à s'entraîner avec le club avant même d'avoir atteint 15 ans.

## Palmarès
- FC Utrecht
  - Vainqueur de la Coupe des Pays-Bas en 2004.
  - Vainqueur de la Supercoupe des Pays-Bas en 2004.